# Colencăuți, Hotin
Colincăuți, întâlnit și sub forma Colencăuți (în ucraineană Колінківці, transliterat Kolinkivți, în rusă Колинковцы) este un sat reședință de comună în raionul Hotin din regiunea Cernăuți (Ucraina). Are 5,245 locuitori, preponderent  români, fiind singura localitate cu populație majoritar românească din raionul Hotin. De asemenea, satul Colincăuți este cea mai nordică localitate din lume populată majoritar de români.
Satul este situat la o altitudine de 217 metri, în partea de vest a raionului Hotin.

## Istorie
Localitatea Colencăuți a făcut parte încă de la înființare din Ținutul Hotinului a regiunii istorice Basarabia a Principatului Moldovei, numindu-se inițial Culiceni. Prima atestare documentară a satului datează din 13 iunie 1575. Prima școală din sat a fost înființată în 1711. 
Prin Tratatul de pace de la București, semnat pe 16/28 mai 1812, între Imperiul Rus și Imperiul Otoman, la încheierea războiului ruso-turc din 1806 – 1812, Rusia a ocupat teritoriul de est al Moldovei dintre Prut și Nistru, pe care l-a alăturat Ținutului Hotin și Basarabiei/Bugeacului luate de la Turci, denumind ansamblul Basarabia (în 1813) și transformându-l într-o gubernie împărțită în zece ținuturi (Hotin, Soroca, Bălți, Orhei, Lăpușna, Tighina, Cahul, Bolgrad, Chilia și Cetatea Albă, capitala guberniei fiind stabilită la Chișinău). 
La începutul secolului al XIX-lea, conform recensământului efectuat de către autoritățile țariste în anul 1817, satul Colencăuți făcea parte din Ocolul Rașcovului a Ținutului Hotin . 
După Unirea Basarabiei cu România la 27 martie 1918, satul Colencăuți a făcut parte din componența României, în Plasa Clișcăuți a județului Hotin. Pe atunci, majoritatea populației era formată din români. În perioada interbelică, a funcționat aici un ocol silvic. De asemnenea, exista și o filială a Asociației „ASTRA” pentru cultură și literatură română în Bucovina .
Ca urmare a Pactului Ribbentrop-Molotov (1939), Basarabia, Bucovina de Nord și Ținutul Herța au fost anexate de către URSS la 28 iunie 1940. După ce Basarabia a fost ocupată de sovietici, Stalin a dezmembrat-o în trei părți. Astfel, la 2 august 1940, a fost înființată RSS Moldovenească, iar părțile de sud (județele românești Cetatea Albă și Ismail) și de nord (județul Hotin) ale Basarabiei, precum și nordul Bucovinei și Ținutul Herța au fost alipite RSS Ucrainene. La 7 august 1940, a fost creată regiunea Cernăuți, prin alipirea părții de nord a Bucovinei cu Ținutul Herța și cu cea mai mare parte a județului Hotin din Basarabia .
În perioada 1941-1944, toate teritoriile anexate anterior de URSS au reintrat în componența României. Apoi, cele trei teritorii au fost reocupate de către URSS în anul 1944 și integrate în componența RSS Ucrainene, conform organizării teritoriale făcute de Stalin după anexarea din 1940, când Basarabia a fost ruptă în trei părți. 
Începând din anul 1991, satul Colencăuți face parte din raionul Hotin al regiunii Cernăuți din cadrul Ucrainei independente. Conform recensământului din 1989, din cei 5.354 locuitori ai satului, numărul locuitorilor care s-au declarat români plus moldoveni era de 4.693 (21+4.672), reprezentând 87,65% din populație, restul populației fiind formată din 603 ucraineni (11,26%), 40 ruși, 2 poloni și 16 de alte etnii . În prezent, satul are 5.245 locuitori, preponderent români.

## Demografie
Componența lingvistică a comunei Colencăuți
     Română (91,14%)
     Ucraineană (8,5%)
     Alte limbi (0,31%)
Conform recensământului din 2001, majoritatea populației comunei Colencăuți era vorbitoare de română (91,14%), existând în minoritate și vorbitori de ucraineană (8,5%).
1930: 5.023 (recensământ)
1989: 5.354 (recensământ)
2007: 5.245 (estimare)

## Personalități
- Vladimir Cantarean (n. 1952) - teolog ortodox, episcop (din 1989), arhiepiscop (din 1990) și mitropolit (din 1992) al Chișinăului și a întregii Moldove (aflat sub jurisdicția Patriarhiei Moscovei)

## Obiective turistice
- Biserica "Înălțarea Sfintei Cruci" - construită în 1882
- Mănăstirea "Sf. Vladimir" - construită în martie 1997 la inițiativa mitropolitului Vladimir al Chișinăului și a întregii Moldove
- Muzeul de istorie - înființat în ianuarie 2002 într-o clădire separată și compus din 4 camere
- Stejarul multisecular - cu o vârstă de peste 500 ani, înălțimea de 22 m, coroana cu diametrul de 24 de metri
- Lacul cu nămol - cu o suprafață de 54 ha